# 滨藜状藜
滨藜状藜（学名：Chenopodium atripliciforme）是苋科藜属的一年生草本植物。分布于兴都库什山脉、喜马拉雅西部的林下、草原、河边等潮湿环境。

## 形态
滨藜状藜与平卧藜(Chenopodium karoi)形态接近。茎直立，多分枝，圆柱状或有钝棱，具绿色色条，有时带红色。叶片卵形至宽卵形，通常三浅裂，无粉或稍有粉，基部截形或宽楔形；中裂片全缘或具圆齿；侧裂片位于叶片中部或稍下，钝而全缘或具齿；叶柄有时长于叶片或等长；茎上部叶卵形, 全缘。花数个簇生或稀单生, 再于小分枝上排列成短于叶的腋生圆锥状花序。果皮膜质，黄褐色，与种子贴生。种子横生, 双凸镜状，黑色, 种皮平滑，表面具放射状纹。花果期8-9月。